# Constança (Alemanya)
Constança (en alemany Konstanz) és una ciutat d'Alemanya, situada al sud de l'estat de Baden-Württemberg. Està enclavada a la riba sud del llac de Constança, envoltada de terres suïsses. El 2017, tenia 84.440 habitants.
Está travessada pel Rin, que neix a molt prop als Alps cap al llac Constança, anomenat Bodensee en alemany. Al nord del riu hi jau la part més extensa, amb àrees residencials i industrials. Al sud hi ha el nucli antic, on es troben els edificis administratius i el comerç, que es fonen amb la ciutat suïssa de Kreuzlingen.

## Història
La Pau de Constança de març de 1153, signada a Constança va establir les condicions imposades per Eugeni III a Frederic I Barbaroja per ser coronat emperador

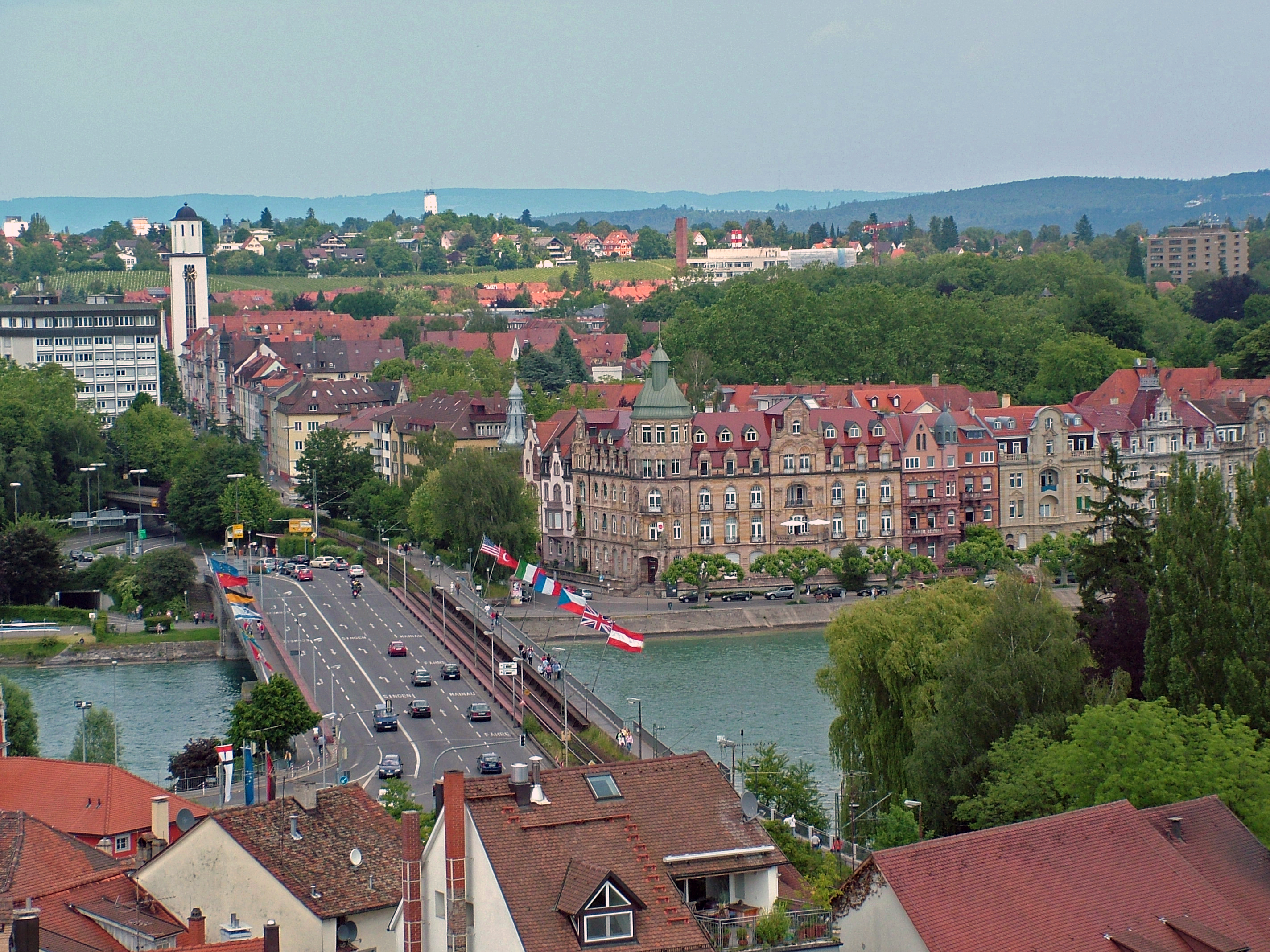
Vista des de la torre de catedral
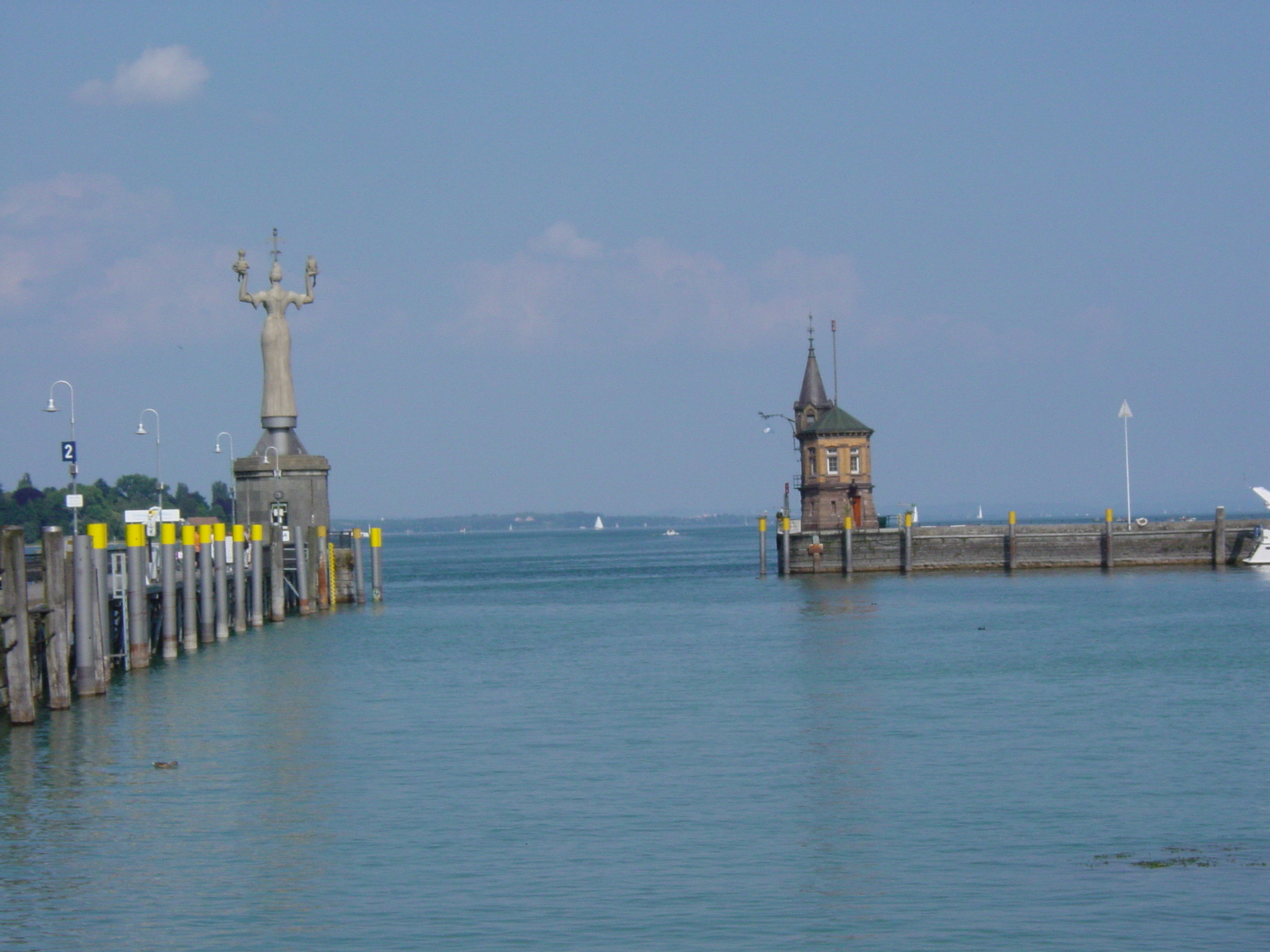
La 'bocana'
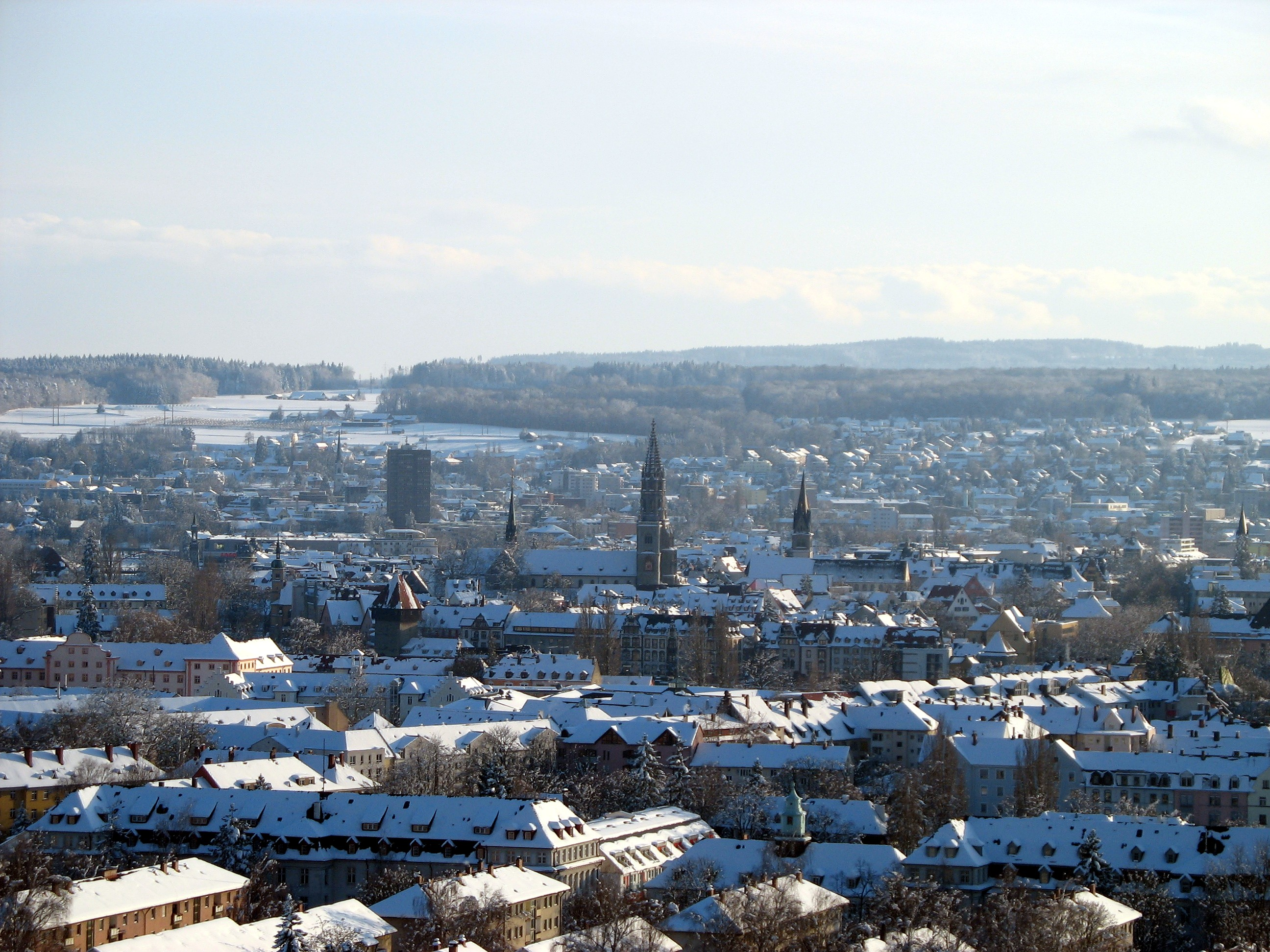
Constança sota la neu
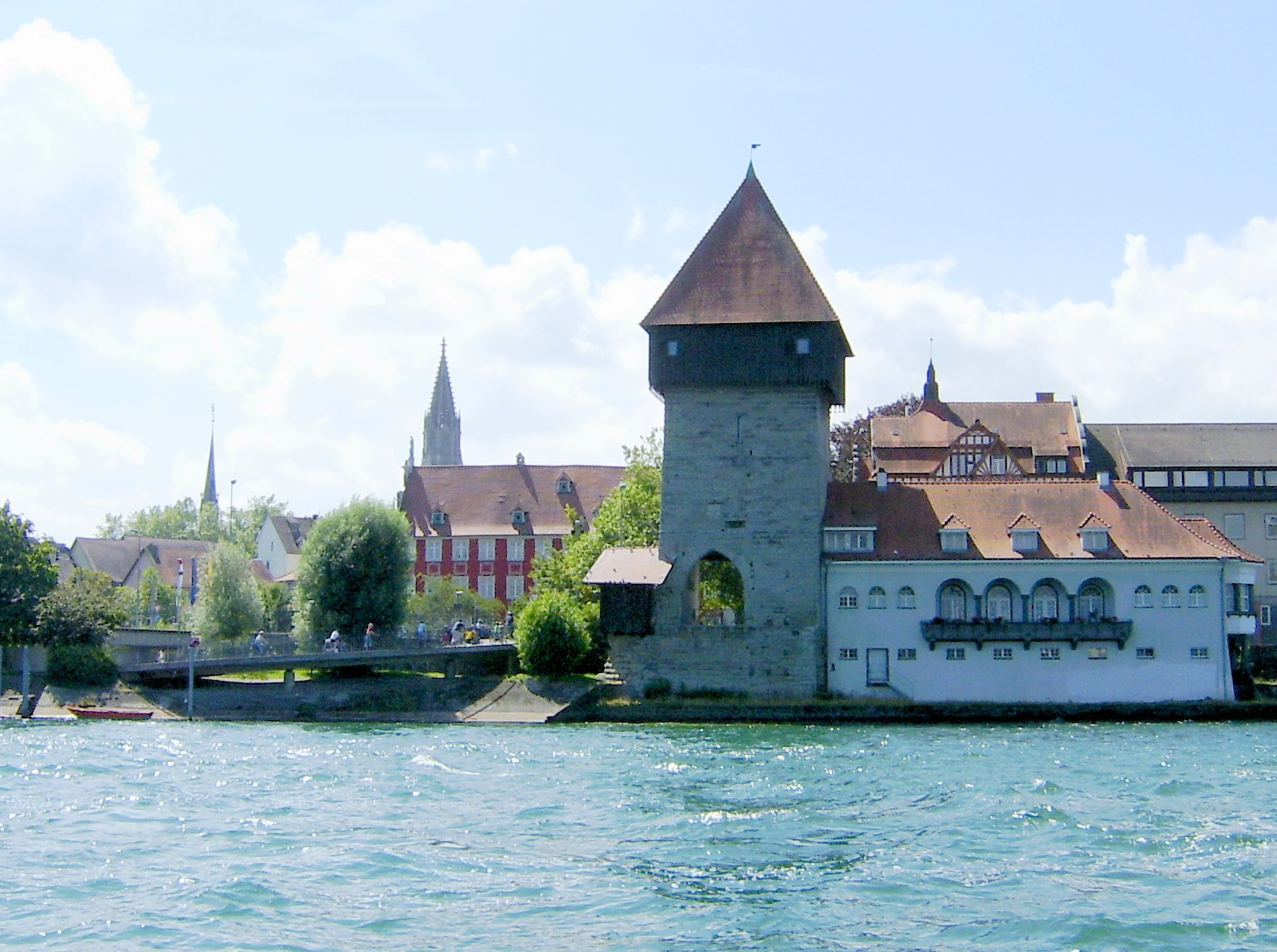
Torre a la vora del llac
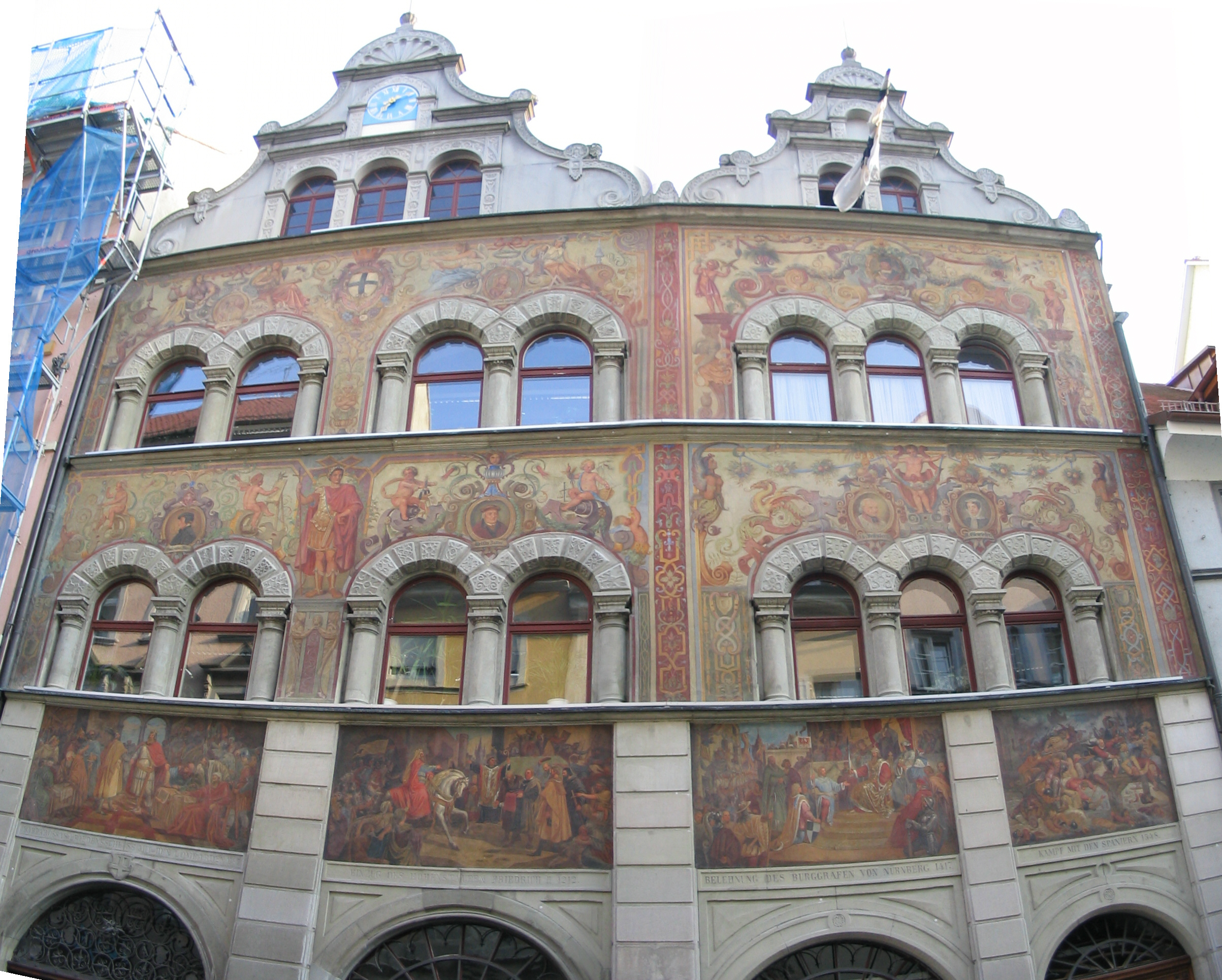
Cancelleria
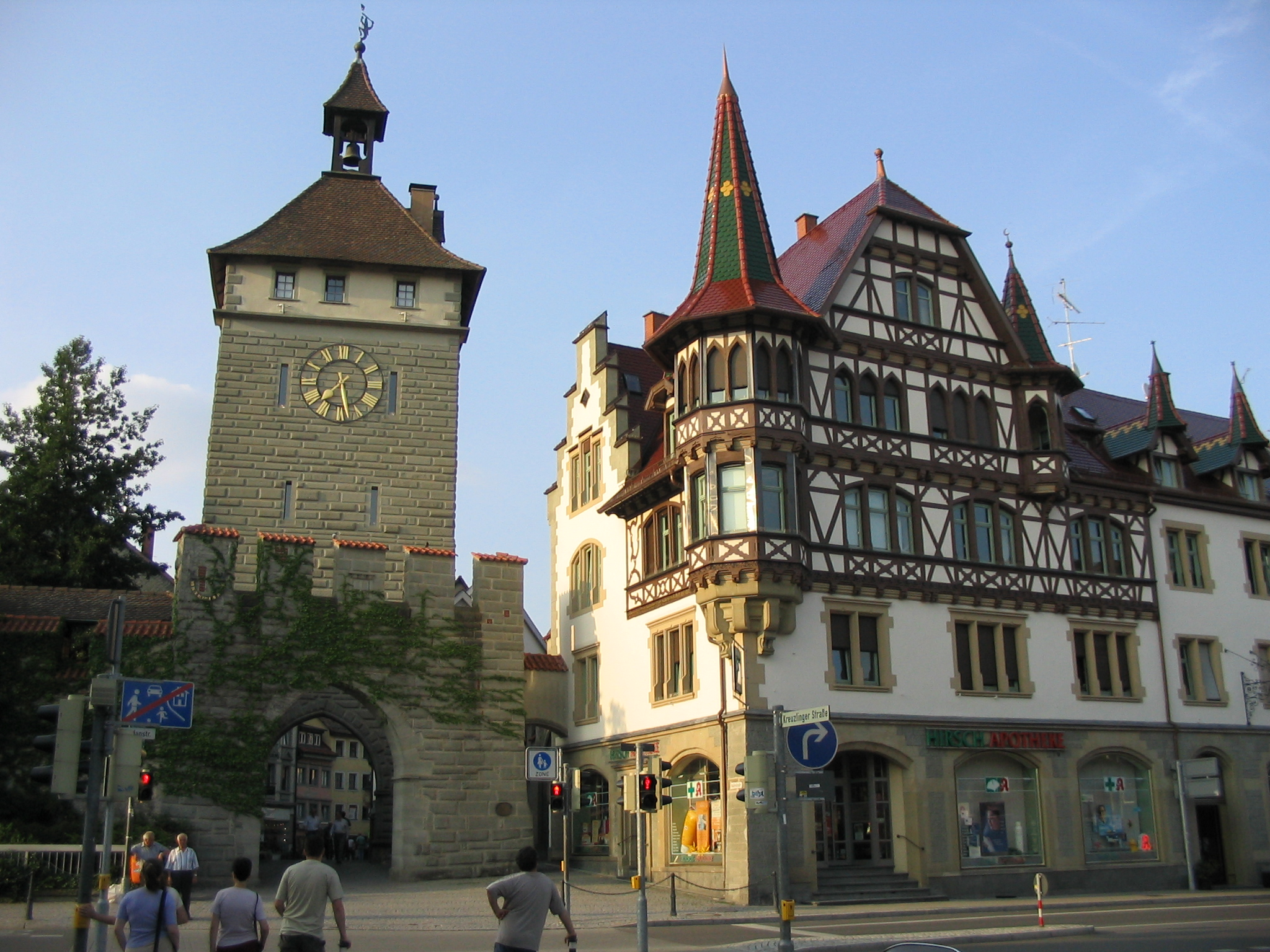
Nucli antic
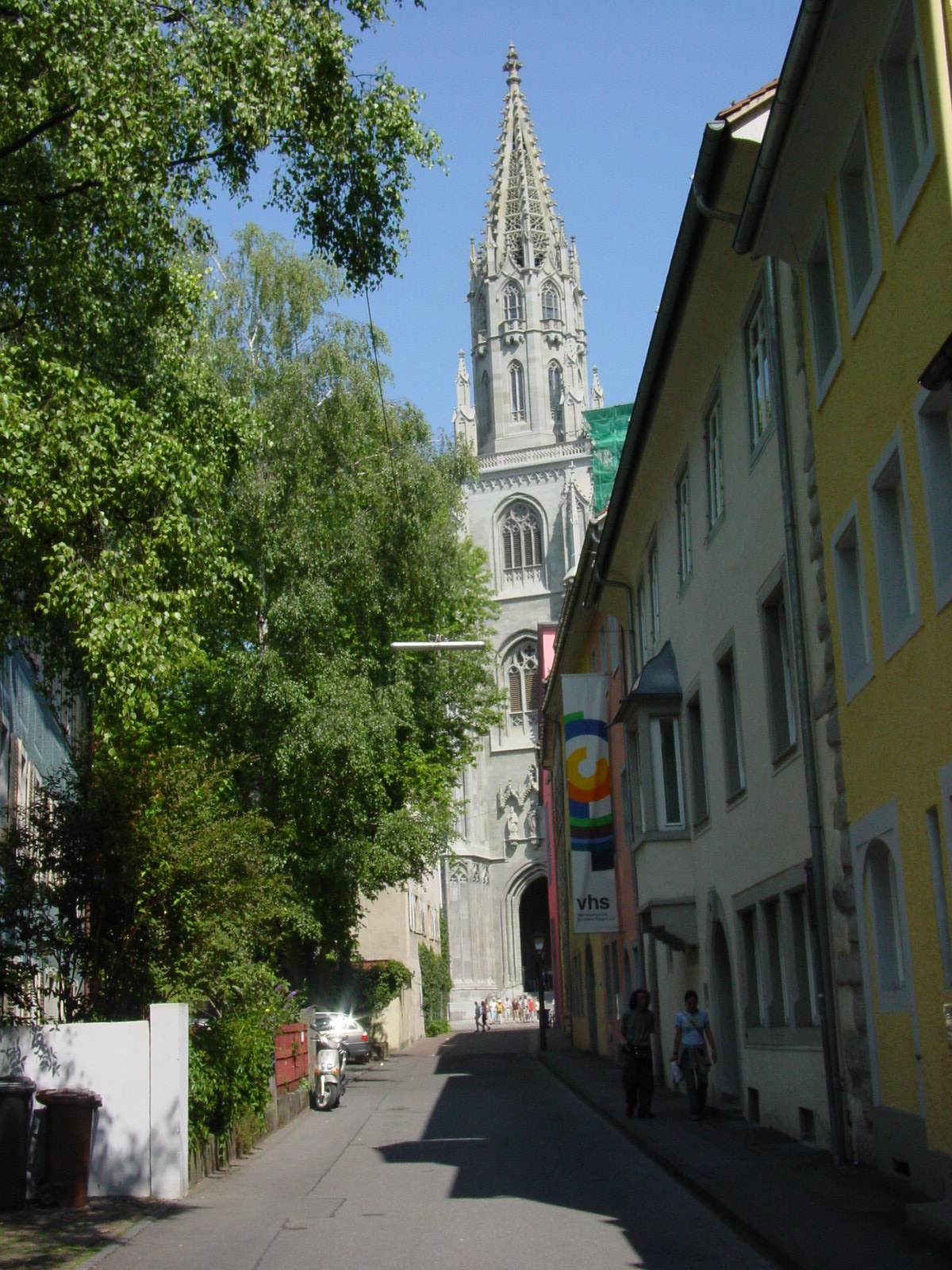
Catedral